# Бэтмен: Тупик
«Бэтмен: Тупик» (англ. Batman: Dead End) — короткометражный фильм, экранизация комиксов про Бэтмена. Снят Сэнди Коллором как отдельная история. Премьера фильма по всему миру состоялась 19 июля 2003 года. Особенностью фильма является наличие персонажей, не связанных с вселенной DC Comics

## Сюжет
Бэтмен гонится за Джокером, после чего они дерутся в поединке. Внезапно Джокера утаскивает Чужой, затем Чужой нападает на Бэтмена, но оказывается убит Хищником.
Бэтмен сражается с Хищником, с трудом одержав над ним победу, но внезапно перед ним появляются ещё трое Хищников, Бэтмен принимает боевую стойку, а за его спиной из темноты появляются трое Чужих.

## В главных ролях
| Актёр           | Роль      |
| --------------- | --------- |
| Кларк Бартрэм   | Бэтмен    |
| Эндрю Кениг     | Джокер    |
| Курт Карли      | Хищник №1 |
| Джейк Маккиннон | Чужой     |
| Патрик Оронет   | Хищник №2 |
| Патрик Маджи    | Хищник№3  |

## Производство
Фильм был снят за 30 тысяч долларов и снят в некоторых частях Департамента полиции, Калифорнии в качестве стенда для событий в Готэм-Сити. Сэнди Коллора снял аналогичный проект в 2004 году, с большей частью того же актёрского состава.

## Критика и отзывы
Кинорежиссёр и писатель комиксов Кевин Смит назвал его «возможно самым верным, лучшим фильмом про Бэтмена, когда-либо созданным», а художник комиксов Алекс Росс похвалил его и заявил, что как всегда хотел увидеть его". Коллора заявил в интервью, что фильм был сделан как демонстрационный ролик, чтобы привлечь внимание к его навыкам управления, и как таковая преуспела в достижении своей цели.
«Fan Films Quarterly» перечислил «Бэтмен: Тупик» в качестве одного из 10 самых важных моментов в истории фан-фильмов в своем выпуске Summer 2006.